# Imputation
Imputation innebär att saknade värden i en statistisk undersökning ersätts med värden så att en statistisk analys kan göras av hela materialet.
Imputation kan göras på olika sätt metoder, som alla på ett eller annat sätt substituerar de saknade värdena på tidigare förekomna värden.
Ett exempel på imputationsteknik är så kallad Hot Deck-imputation, där substitutionsvärdet slumpmässigt dras ur de tidigare förekomna värdena. En annan imputationsteknik som med främst används inom statistisk analys på tidsseriedata är medelvärdesimputation som innebär att ett saknat värde ersätts av ett medelvärde av intilliggande värden. 